# 2008 au Kurdistan
Cet article présente les faits marquants de l'année 2008 au Kurdistan.

## Évènements
- 21 février : L'armée turque engage une offensive de grande envergure contre les positions et les camps des troupes du Parti des travailleurs du Kurdistan au Kurdistan irakien, ce qui constitue une grave violation du territoire de l'Irak.

- 29 février : L'armée turque se retire du nord de l'Irak. Selon les turcs, 240 rebelles kurdes auraient été tués en huit jours alors que les turcs ont perdu 27 soldats.

- Mercredi 23 avril : L'aviation turque a fait feu dans le Kurdistan irakien contre un groupe de rebelles du PKK soupçonnés de tenter de rentrer sur le Kurdistan turc. Selon le PKK il n'y aurait aucune victime.

- Dimanche 27 avril : L'armée turque a mené une nouvelle vaste opération contre la guérilla du PKK sur le territoire du Kurdistan irakien. Plusieurs milliers de soldats y ont participé; l'aviation et l'artillerie ont pilonné plusieurs positions kurdes. Deux soldats turcs ont été tués.

- 10 et 11 mai : L'aviation turque a bombardé des positions du PKK dans la région d'Avasin Basyan et a détruit un important centre de communications.

- Lundi 28 juillet : Un kamikaze s'est fait exploser à Kirkouk causant la mort de 11 personnes et faisant 54 blessés. Cet attentat a lieu alors que les Kurdes d'Irak protestent contre le projet de loi électorale du 22 juillet approuvé par le parlement irakien puis rejeté par le Conseil présidentiel ce qui retarde les scrutins provinciaux prévus initialement en octobre.

- Lundi 1er décembre 2008 : L'aviation turque bombarde des sites de rebelles kurdes au Kurdistan irakien,

- Vendredi 5 décembre 2008 : L'aviation turque bombarde des sites de rebelles kurdes au Kurdistan irakien,

- Mardi 16 décembre 2008 :  L'aviation turque bombarde pendant deux jours des sites de rebelles kurdes au Kurdistan irakien,

- Dimanche 28 décembre 2008 :  L'aviation turque bombarde des positions des séparatistes kurdes du PKK au Kurdistan irakien.